# Francesco Guicciardini
Francesco Guicciardini (ur. 6 marca 1483 we Florencji, zm. 22 maja 1540 w Arcetri ob. dzielnicy Florencji) – polityk i historyk urodzony we Florencji.

## Życiorys
Był związany z Medyceuszami, za których poparciem sprawował ważne funkcje we Florencji i później w Państwie Kościelnym. W 1527 był odpowiedzialny za organizację obrony Rzymu. Po zajęciu miasta przez wojska Karola V (Sacco di Roma) został obarczony odpowiedzialnością i popadł w niełaskę. Po powrocie do władzy we Florencji Medyceuszy powrócił do pełnienia funkcji publicznych.
Guicciardini jako historyk był zwolennikiem, w przeciwieństwie do współczesnego mu Machiavellego, dokładnej analizy postępowań pojedynczych osób. Nie wierzył w istnienie ogólnych praw i zasad, które by rządziły historią ludzkości.
Guiccardini przyczynił się do budowy i rozprzestrzenienia czarnej legendy Lukrecji Borgii. Między innymi przypisywał jej stosunki kazirodcze z ojcem, papieżem Aleksandrem VI, oraz z braćmi Juanem i Cezarem.

## Wybrane dzieła
- Uwagi na temat rozważań Machiavellego, w której poddał krytyce uwielbienie Machiavellego dla starożytnego Rzymu;
- Historia Florencji ukończona w 1509, obejmująca okres od powstania Ciompich w 1378 roku;
- Historia Włoch obejmującą lata 1492–1534, którą pisał do końca życia;
- O sposobie rządzenia Florencją (1526), proponującą sposoby zrównoważenia władzy pomiędzy władcą miasta, wielkim gonfalonierem i Wielką Radą Miasta;
- Wspomnienia polityczne i obywatelskie, zbiór maksym, obserwacji i refleksji Guicciardiniego.